# 湯田美由紀
湯田 美由紀（ゆだ みゆき、1976年1月2日 - ）は、日本のモデル、女優。東京都出身。スーパーウィング所属。過去には円谷プロダクション芸能部、BESIDEに所属していた。
身長161cm。血液型B型。趣味は一人旅、食べ歩き、ゴルフ。特技はペン習字（準師範免許所得）。

## 出演作品

### テレビドラマ
- ワニのこだわり アイドル刑事S（TBS） - ミユッキー 役[1]
- ウルトラマンガイア 第24話（1999年、毎日放送） - 看護婦 役[1]
- ブースカ! ブースカ!! 第27話（2000年、テレビ東京） - 看護婦 役[1]
- 指名手配 3（2000年、日本テレビ） - 事務員 役[1]
- はぐれ刑事純情派 第13シリーズ 第19話（2000年、テレビ朝日）
- 牟田刑事官事件ファイル 29（2001年、テレビ朝日） - 看護婦 役[1]
- はるちゃん5 第24話[6]（2001年、東海テレビ） - 派遣の不良仲居 役[1]
- ウルトラマンコスモス 第35話・第41話・第48話[6]（2002年、毎日放送） - 原看護婦 役[1]
- ウルトラQ dark fantasy（2004年、テレビ東京） - リポーター 役[1]
- 相棒 season8 第12話（2010年、テレビ朝日） - ホステス 役

### テレビ番組
- ひとりでできるもん!（NHK） - ゲスト・クドウユキ 役[1]
- ケイコとマナブChannel放送番組

### ラジオ番組
- ウルトラQ倶楽部 番組内ラジオドラマ第15話（2004年、TBSラジオ）

### 映画
- 皆月（1999年）
- ウルトラマンティガ THE FINAL ODYSSEY（2000年）
- 外事警察 その男に騙されるな（2012年）

### Vシネマ
- 魔神騎士ジャック☆ガイスト 第1話「誕生！幽霊ヒーロー!!〜怪奇バキバロ」[7][信頼性要検証]（2000年） - 桜庭唯 役

### 舞台
- IN EASY MOTION
- ハムスター - 智子 役[1]

### CM
- 電撃シリーズ（アスキー・メディアワークス）
- アリコジャパン
- ETC
- イッツコム
- フレッツシリーズ（NTT東日本）
- 全国労働金庫労働組合連合会
- 東芝エレベータ
- トヨタ・パッソ（ダイハツ工業/トヨタ自動車）
- ミサワホーム

### その他
- ゼロテレビ